# Manicaland
Manicaland er en provins i Zimbabwe. Den har et areal på 36.459 km² og har omkring 1,6 millioner indbyggere (2002). Mutare er provinshovedbyen.
Navnet kommer af at det som har været okkuperet af manyika–folket. Manyikaerne er en undergruppe af shona–stammen som har en egen variant af sproget, manyika sproget.
Provinsen er inddelt i syv distrikter:
- Buhera
- Chimanimani
- Chipinge
- Makoni
- Mutare
- Mutasa
- Nyanga

19°00′S 32°30′Ø / 19°S 32.5°Ø